# Fieseler Fi 166
Fieseler Fi 166 – niemiecki projekt samolotu myśliwskiego o napędzie rakietowym z przełomu 1941/1942, projektu firmy Gerhard Fieseler. Miał operować na dużych wysokościach, poza zasięgiem samolotów wroga.

## Historia

### Fieseler Fi 166 I
Pierwsza wersja Fi-166 I miała być połączeniem samolotu (w oparciu o Messerschmitta Bf 109) i rakiety o dwóch silnikach odrzutowych. Rakiety miały wynieść samolot na wysokość 12 000 metrów, a potem samoczynnie oddzielić się od kadłuba i powrócić na ziemię na spadochronach.

### Fieseler Fi 166 II
Drugi projekt Fi-166 II miał być rakietą (kształtem przypominającym Messerschmitta Bf 109) posiadającą skrzydła.
Oba samoloty nie wyszły poza stadium projektu.

### Dalsze badania
Wiosną 1944 roku idea samolotu o napędzie rakiety została wznowiona za pomocą Ericha Bachema, który na początku 1942 roku został dyrektorem technicznym fabryki Fieseler. Efektem tych prac pierwszy na świecie samolot pionowego startu - Bachem Ba 349.